# 栗下善行
栗下 善行（くりした ぜんこう、1983年（昭和58年）3月9日 - ）は、日本の政治家。前東京都議会議員（2期）。

## 来歴
東京都千代田区出身。実家は神田岩本町のタオル店。青山学院中等部・高等部、テネシー大学卒業。大学卒業後は日本オラクルに入社し法人営業を担当する。
2009年、最年少の26歳で東京都議会議員選挙千代田区選挙区（定数1）から民主党公認で出馬し初当選。連続6期勤めた自民党都連幹事長内田茂を176票差で破った。大下英治は、この出来事を自民党に逆風が吹いた2009年東京都議会議員選挙を象徴する出来事と評している。
2010年2月、東京都青少年の健全な育成に関する条例改正案が提出されると反対の立場を取り活動反対運動が大きくなった結果、2010年6月には石原都政史上初の知事提出議案否決となっている。
2011年2月16日、東京都青少年条例改正案の可決を受け、主要出版社で構成されるコミック10社会が石原慎太郎都知事提案の東京国際アニメフェア2011への協力・参加拒否を表明。これに対し一般質問で「出版社に来なくてもいい、漫画家に卑しい仕事をしていると言って彼らが一緒に仕事をしたいと思うのか」と石原都知事に追求したが、石原は「歪んだ性愛を描いて金を儲けている人間は卑しい」と答えた。なお、東京国際アニメフェア2011は東日本大震災の発生により中止となっている。
2012年8月29日、民主党に離党届を提出
。
2012年9月10日には柳ヶ瀬裕文、自由民主党を離党した野田数の3名で「東京維新の会」を設立。
2013年東京都議会議員選挙では北区（当時は定数4、現在は定数3）に選挙区を変え、日本維新の会公認で出馬するも落選。参議院議員秘書を経て、2017年東京都議会議員選挙では大田区（定数8）から都民ファーストの会公認で出馬し再選。
2020年12月、都議会で初めてゲームの課金問題を質問。
2021年2月15日、都民ファーストの会に離党届を提出。離党理由として「会派運営のあり方が極めて不透明」であること、「都水道局の不祥事に関する質疑を用意した際、都庁職員から相談を受けた会派役員から質問を行わないように働きかけられた」としている。
同年4月20日、立憲民主党に入党。しかし大田区では同党がすでに1月27日に元北区議会議員の斉藤里恵に公認を出しており、栗下は国替えや無所属での出馬などの道を選ばず、同年7月の都議選には立候補しなかった。
2022年5月17日、立憲民主党本部は臨時常任幹事会で栗下の次期（第26回）参院選比例区での公認を内定した。同年7月10日の投開票の結果、立憲民主党の候補者で12位の得票で落選。VRChatを活用した選挙運動を企画した。
2022年6月29日、中山美里と月島さくらを含む日本プロダクション協会のメンバーやAV女優と面会し、AV出演被害防止・救済法の修正について協議した。
2022年7月に開始された、AV出演被害防止・救済法の改正を呼び掛ける署名運動「女優・男優・スタッフが働きやすい『AV新法』にしてください」の発起人である。
2022年12月12日、東京都議会に不健全図書の改称を求める陳情を発起人として提出。この陳情にはちばてつや、森川ジョージ、諌山創、村田雄介、真島ヒロ、福本伸行、山田玲司、つくしあきひと、寺嶋裕二、稲垣理一郎、三浦みつる、渡辺航ら多くの漫画家が賛同した。
2023年2月9日、都議会文教委員会で陳情が審議されるも自民党、公明党、都民ファーストの会が陳情に反対し不採択となる。。
2023年9月9日、これまで不健全図書としていた名称を「8条指定図書」とすることを東京都が発表。。不健全図書の名称改正を実現。
同年12月16日、大阪府も成人への流通へ支障が出る可能性があるとして、これまで使用してきた有害図書の名称を「13条指定図書類」へ変更。東京都に続き全国で2番目の名称改正となった。。

## 人物・政策・主張
- 漫画やネット・ゲームに造詣が深い議員として知られており、東京でのゲーム規制に反対である[30] [31][32]。
- 東京維新の会所属時、大日本帝国憲法復古請願に会派として賛成したことについて「会派結成の直後であり結束していくために、内容には賛同していなかったものの幹事長の決定に従って採決の際賛成してしまった」とブログで述べている[33]。
- 2021年4月、新型コロナウイルス感染症拡大に伴う緊急事態宣言が発令された影響で、東京ビッグサイトで予定されていたイベントが開催直前の前日に延期になった件について、「都が見殺しにした」と都の対応を強く非難している[34]。
- キリスト教徒である[35]。